# 上海市浦江人才計劃
上海市浦江人才计划是中華人民共和國上海市為扶持外國回滬人員而實施的一項人才補助項目，於2005年7月1日正式啟動。該計畫由上海市人事局和上海市科学技术委员会發起。外國留學人員來上海從事創業、科研、藝術創作，可以通過該計畫申請補助資金。計畫發起初期，資助金額在10萬元至50萬元不等。